# Noha Hany
Pour les articles homonymes, voir Hany.
Noha Hany, née le 25 février 2001, est une escrimeuse égyptienne.

## Carrière
Noha Hany est médaillée d'or en fleuret par équipes aux Championnats d'Afrique d'escrime 2017 au Caire. Aux Championnats d'Afrique d'escrime 2018 à Tunis, elle est médaillée de bronze en fleuret individuel ainsi qu'en fleuret par équipes. Elle est médaillée d'argent en fleuret individuel et en fleuret par équipes aux Championnats d'Afrique d'escrime 2019 à Bamako. Aux Jeux africains de 2019 au Maroc, elle remporte la médaille d'or en fleuret par équipes et la médaille d'argent en fleuret individuel.
Elle est médaillée d'or en fleuret par équipes ainsi que médaillée de bronze en fleuret individuel aux Championnats d'Afrique 2022 à Casablanca.
Elle remporte la médaille d'or en fleuret par équipes aux Championnats d'Afrique 2023 au Caire.